# Leland, Iowa
Leland är en ort i Winnebago County i den amerikanska delstaten Iowa med en yta av 4 km² och en folkmängd som uppgick år 2000 till 258 invånare.

## Kända personer från Leland
- Terry Branstad, guvernör i Iowa 1983–1999 och 2011–2017